# Лавуші-Манда (національний парк)
Національний парк Лавуші Манда — національний парк у провінції Мучінга в Замбії  площею 1500 км2.  У 1941 році парк був офіційно заснований як мисливський заповідник. Оголошений національним парком був у 1972 році. Він розташований в однойменному районі (Лавушіманда) неподалік від національного парку Південна Луангва. На північному заході він примикає до зони управління дичиною Бангвеулу, далі на захід розташована зона управління дичини Кафінда. Він охоплює невелику низку гір і пагорбів і в основному вкритий лісами міомбо, з низкою річок і струмків, а також кількома ділянками луків, як на сухій землі, так і на сезонно вологих заплавах. Великих ссавців небагато через браконьєрство в минулому столітті, але можлива риболовля та піші прогулянки. Деякі види антилоп під час сезону дощів відступають у парк від боліт Бангвеулу на північний захід.

## Геологія і гідрологія
Лавуші-Манда лежить на плато між уступом Мучинга та алювіальними рівнинами заплави Бангвеулу.  У пейзажі домінують від 40 до 47 км протяжністю гори Лавуші в південній половині парку. Цей діапазон досягає висоти 1811 метрів над рівнем моря, утворюючи одну з найвищих точок Замбії.  Гірські породи в пересіченому ландшафті представлені переважно кварцитами, які є давніми метаморфізованими пісковиками.
У парку переважає хвиляста або скоріше рівнинна місцевість, вкрита великими ділянками лісів міомбо, які перемежовуються великими сезонно вологими луками та долинами (дамбо), що живляться численними сезонними та багаторічними потоками. Вічнозелені прибережні ліси встеляють більшу частину берегів багаторічних струмків.
Є численні сезонні та багаторічні водотоки. Багаторічними річками, які дренують територію парку, є Лулімала, Лукулу   Лумбатва  і Муфубуші. Усі ці ріки впадають в озеро Бангвеулу .  Капанда Лупілі та Мумба Тута — це два водоспади на річці Лукулу,  водоспади Каньянга також знаходяться в парку на цій річці.   Лукулу зазвичай невелика річка, але в грудні починаються сильні дощі, які збільшують потік.
По всьому парку розкидані численні скелясті сковороди та плоскі рівнини, які утворюють сезонні озера. Хоча в парку немає справді постійних озер, рівнина Чібембе та озеро Міконко зберігають значну кількість стоячої води навіть у сухий сезон.

## Середовища проживання
Луги в парку – це сезонно вологі луки дамбо.  Болотні луки поширені, поблизу гір, де просочується вода створює цілорічні вологі умови.

## Тваринний світ

### Ссавці
Тривале браконьєрство призвело до серйозного виснаження всіх популяцій великих ссавців. Останнього дикого чорного носорога в Замбії спостерігали в LMNP наприкінці вісімдесятих. Іноді зустрічаються бородавочник  і дуїкер звичайний. До приматів належать вервети та жовті павіани. На луках зустрічаються смугастий шакал  , шаблерога антилопа і бушбак. У вологий сезон антилопи, такі як чала, шаблерога і гну, переміщуються на гору в район від боліт Бангвеулу. Леви можуть зустрічатися в парку, але їх ніколи не бачили.  У 2017 році під час обстеження камерою було виявлено кілька стад шаблерогих антилоп, а також кілька кущових свиней, звичайних дуїкерів, очеретяних редунг,трубкозубів, африканської циветти та сервала. Один леопард був знятий на камеру в Лавуші Манда в 2017 році.
У 2017 році Африканські парки перемістили 150 антилоп пуку з національного парку Касанка до сусідньої охоронної зони (мисливської зони Бангвеулу), частина тварин швидко перемістилася звідти на рівнину Чімбве та нижню долину річки Лукулу в LMNP. 
Серед скель зустрічаються кліпспрінгер, кущовий кролик і червоний скельний кролик Сміта.   У річці Лукулу є бегемоти.

### Птахи

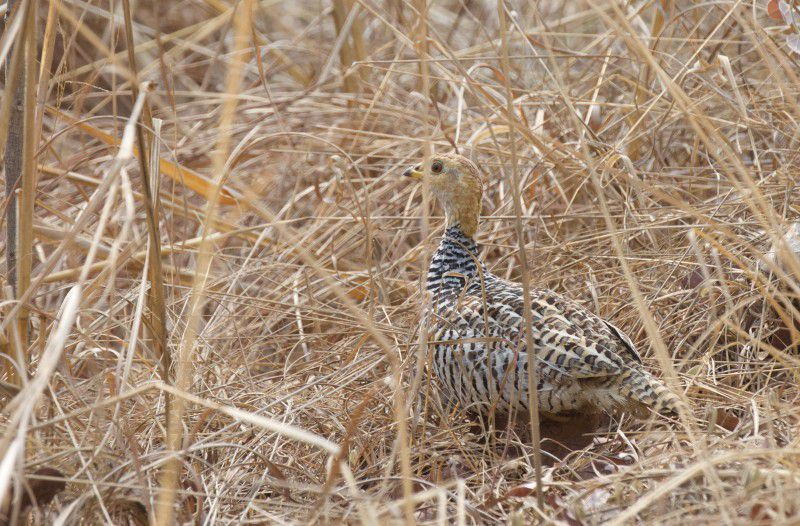
Campocolinus coqui (кокі франколін) - в національному парку Лавуші Манда

У 2011 році Kasanka Trust склав контрольний список потенційних видів птахів, які можуть бути в парку. У 1998 році BirdWatch Zambia вирушила спостерігати за птахами в парку для BirdLife International. У 1998 році було зареєстровано низку птахів виключно характерних для екосистеми лісів міомбо, і список цих птахів був використаний BirdLife International для визначення Лавуші Манда як «Важлива орнітологічна територія» станом на 2001 рік для захисту звичайних видів, типових для великих регіонів міомбо Південної Африки. Єдиним птахом, який, можливо, зустрічався в парку в той час і вважався дещо рідкісним (на той час), був перелітний великий бекас, який міг прилітати взимку.

### Риба

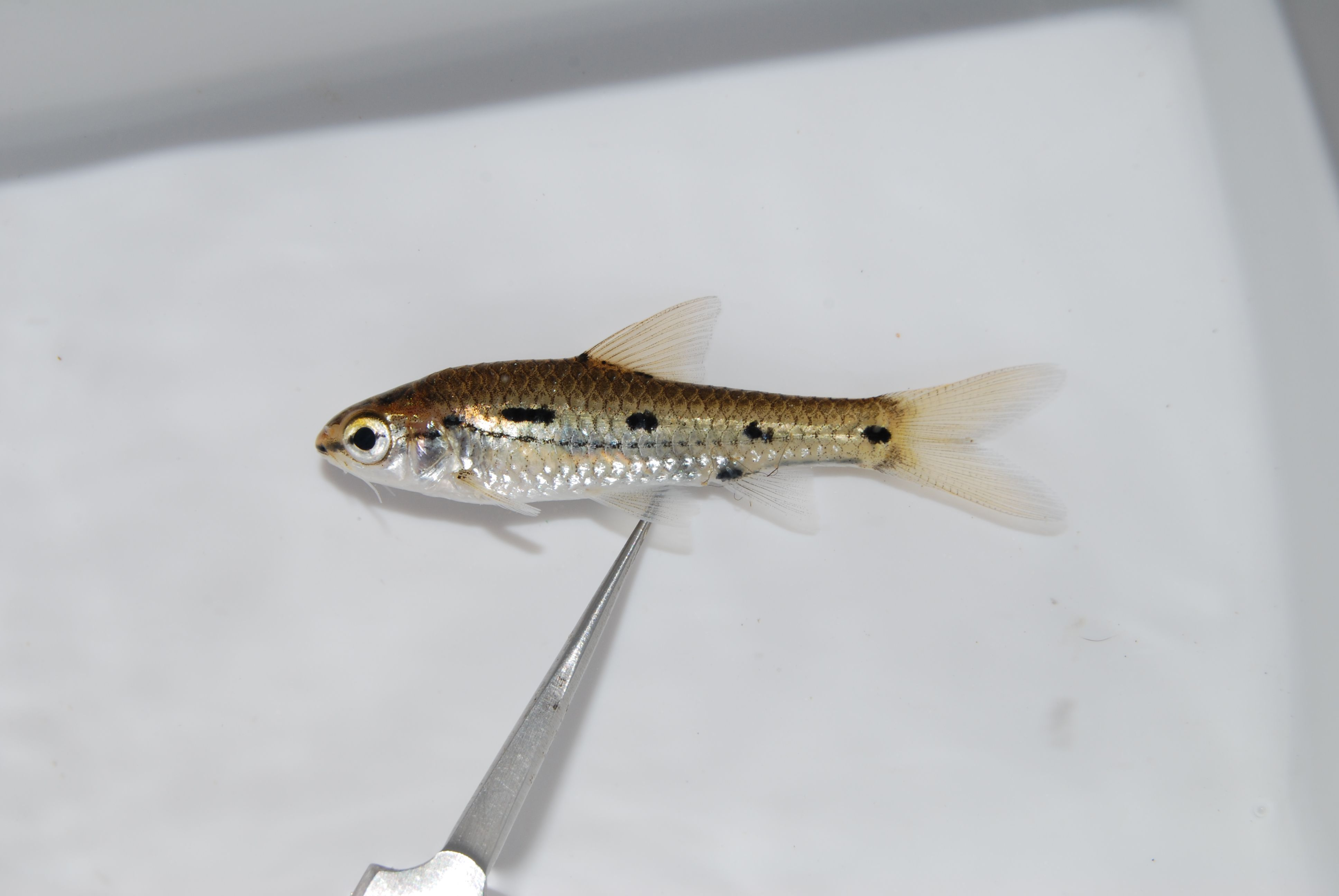
Enteromius bifrenatus, пійманий у національному парку Лавуші Манда

Біорізноманіття  нижче за течією від водоспаду Мумба Тута вище, ніж вище за течією, що свідчить про те, що ці водоспади є перешкодою для міграції риби. 

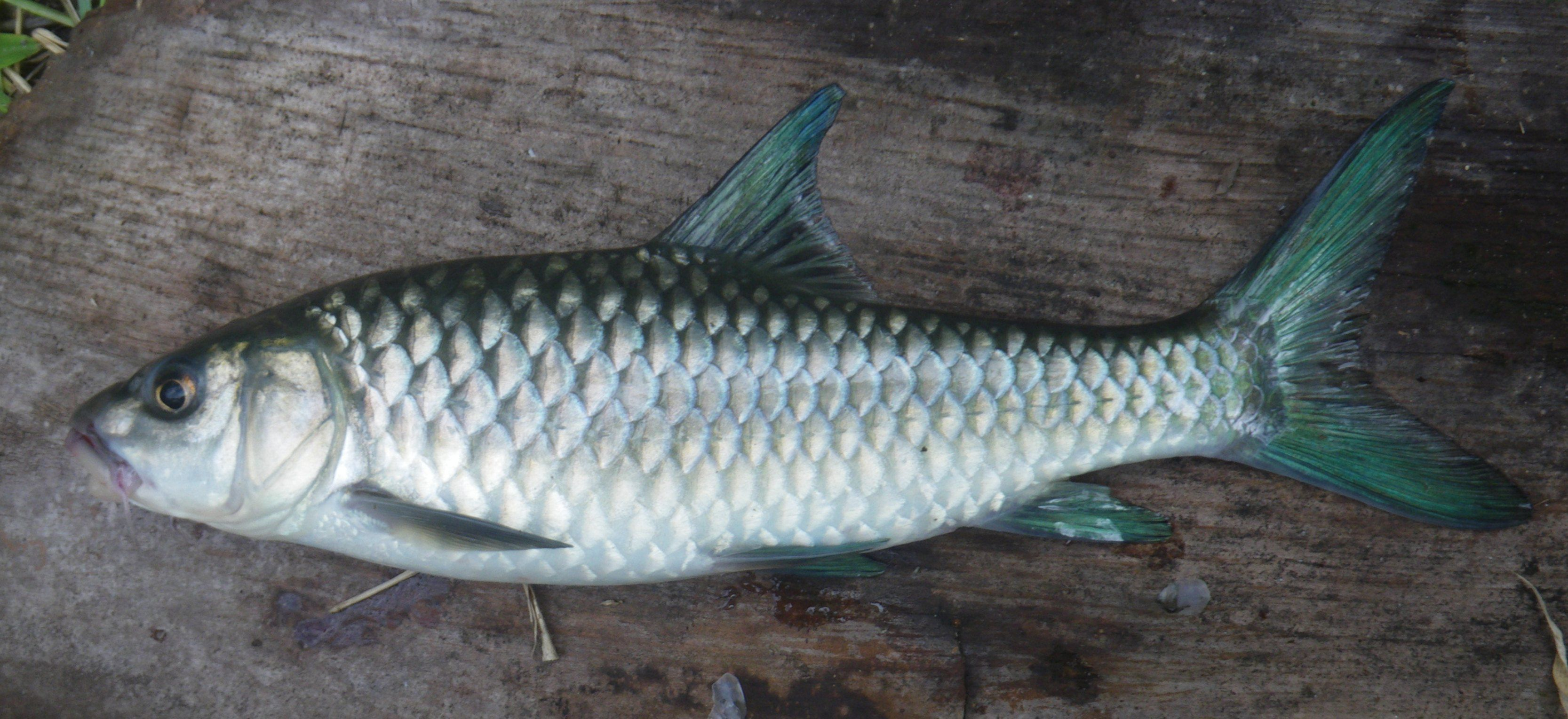
Labeobarbus Rüppell, 1835,виловлений у річці Лукулу південноафриканським інститутом водного біорізноманіття

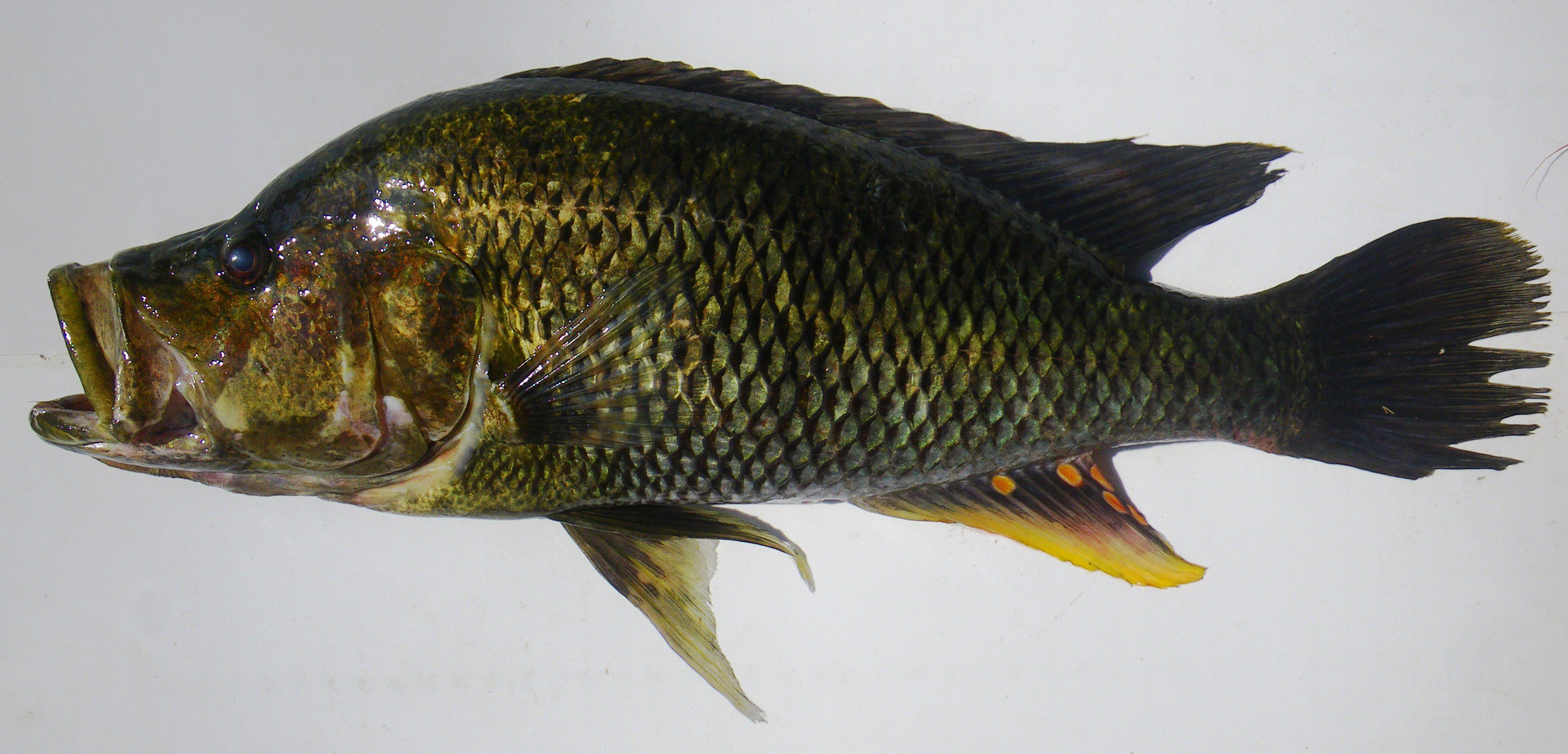
Serranochromis angusticeps (Boulenger, 1907), виловлений у національному парку Лавуші Манда

## Управління
До 2011 року ресурси, доступні для охорони Національного парку Лавуші Манда, скоротилися настільки, що ефективне управління було повністю відсутнє. Браконьєрство в парку сильно зросло, і всі великі ссавці були майже повністю знищені. Kasanka Trust, якому було доручено керувати сусіднім національним парком Kasanka,  поширив свою діяльність на Lavushi Manda завдяки фінансуванню, наданому Світовим банком, для будівництва паркової інфраструктури, такої як адміністративні будівлі, мережа доріг та базова центр збереження.  Браконьєрство різко зросло в 2014 році. Вважається, що це пов’язано з новим управлінням територією Bangweulu Game Management Area з боку African Parks, південноафриканської неурядової організації з управління парками. Ця організація успішно боролася з браконьєрством, через що браконьєрів витіснили торговців на південь від Бангвеулу. До 2016 року всі нелегальні поселенці парку були виселені. У середині 2010-х років всебічний облік великих ссавців було припинено, але до 2017 року стало очевидним значне зниження чисельності більшості видів антилоп з 2014 року. З іншого боку, дані про спостереження зі звітів патрулювання між 2012 і 2016 роками показали незначне збільшення спостережень більшості видів. У 2017 році шаблерогу антилопу та бородавочника було обрано як види-індикатори для майбутніх цільових підрахунків у парку, хоча підрахунки не проводилися.

## Туризм
Плата за вхід до парку становила приблизно 5 доларів США для іноземних відвідувачів у 2018 році, тоді як плата за кемпінг становила 15 доларів США з особи за ніч. Плата за транспортні засоби становила 1,70 доларів США за місцеві транспортні засоби та 15 доларів США за транспортні засоби з міжнародними ліцензіями. Збори за паркування та кемпінг повинні бути оплачені на вході в парк.   Є три основних кемпінги: Мумба Тута, Капанда Лупіллі та Пік.
У парку можна прогулятися самостійно без супроводу гіда, оскільки тут немає великих хижаків.  До вершини гори Лавуші йти дві з половиною години. Рекреаційна рибалка можлива в парку лише з дійсним дозволом DNPW з квітня/травня по грудень. Забороняється ловити рибу на наживку та гачки з колючками, вся спіймана риба має бути одразу відпущена. Є в наявності байдарки. Річка вкрита рослинністю, тому риболовля на березі майже неможлива з усіх місць, крім кількох. Небезпеку становлять бегемоти і крокодили.